# Abraham Dürninger (Unternehmen)
Abraham Dürninger & Co GmbH ist eine Textildruckerei in Herrnhut. Außerdem handelt das Unternehmen mit Kirchenbedarf. Die Firma gilt heute als eines der ältesten noch existierenden sächsischen Unternehmen und ist ein Wirtschaftsbetrieb der Evangelischen Brüder-Unität.

## Geschichte

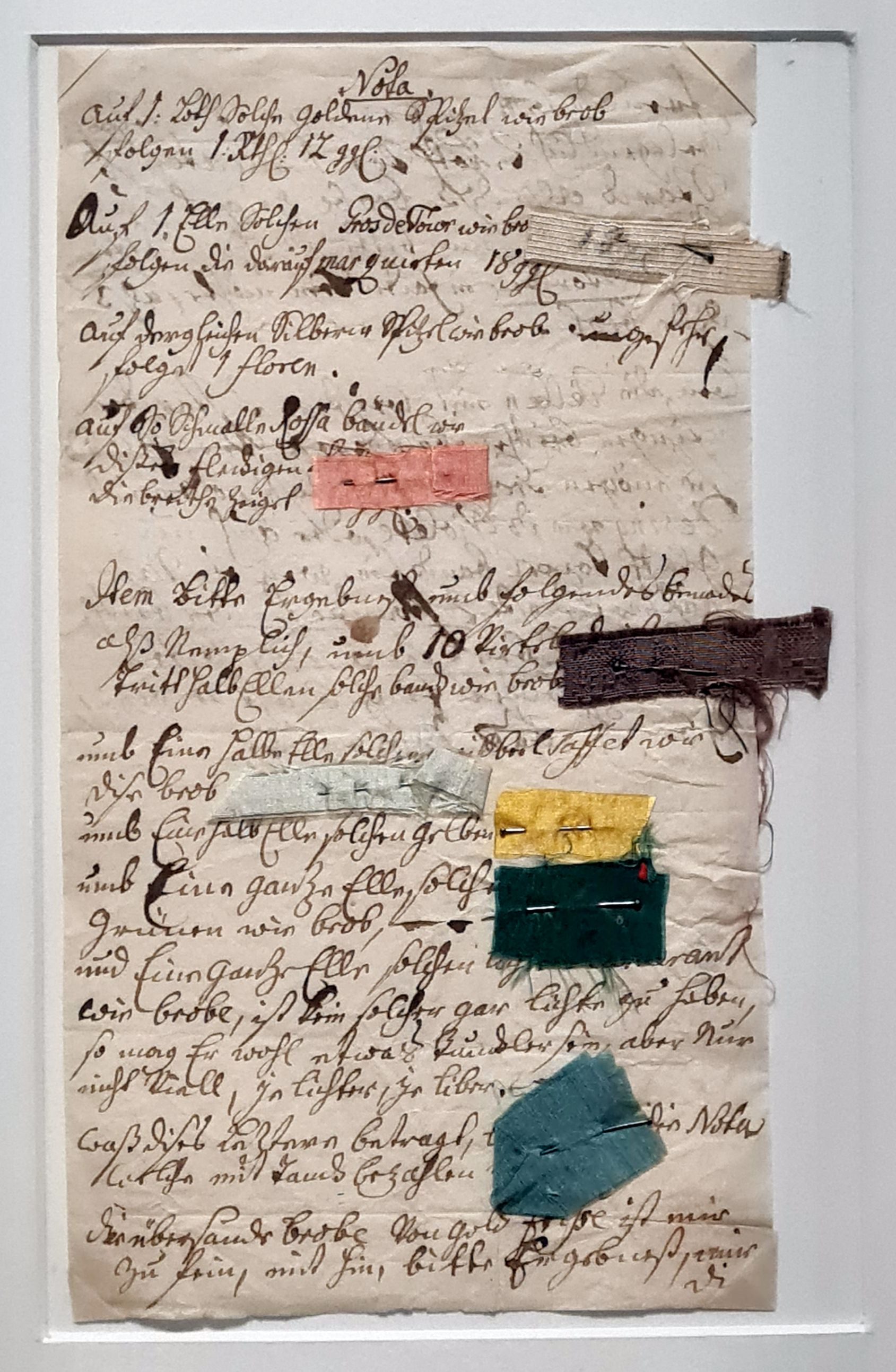
Bestellung von Textilprodukten der Fa. Abraham Dürninger & Co. auf der Leipziger Messe, mit Musterproben (um 1765)

1747 übernahm Abraham Dürninger den Gemeinladen der Herrnhuter Brüdergemeine. 1762 gewährte die Firma Dürninger dem sächsischen König einen Kredit von 17.000 Talern für dessen Reisekasse. 1777 exportierte Dürninger Leinwand im Wert von 128.298 Talern und war damit der größte Leinwandexporteur der Oberlausitz. Zur Jahrhundertwende 1800 entwickelte sich Abraham Dürninger & Co zum größten sächsischen Unternehmen. Die Unternehmung wuchs stetig weiter und beschäftigte 1816 etwa 12.000 Spinner und verlegte rund 2000 Weber. 1827 importierte Dürninger als erstes Unternehmen in Deutschland Zigarren aus Havanna und begann 1844 mit der eigenen Zigarrenproduktion. Noch heute werden Zigarren der Marke Dürninger hergestellt und verkauft.
Um Arbeitern der Firma Dürninger Wohnraum zur Verfügung zu stellen, begann 1891 der Bau von Wohnhäusern für die Arbeiter der Bleichanstalt. 1908 erwarb Dürninger eine Bananentrocknerei in Suriname und betrieb eine eigene Bananen-Plantage. Da Dürninger seit 1907 den sächsischen König beliefert, erfolgte 1913 die Zuerkennung des Titels „Hoflieferant“ für die Zigarrenabteilung. Am 20. November 1925 wurde die Abraham-Dürninger-Stiftung gegründet. Die Abraham-Dürninger-Stiftung ist seitdem alleiniger Gesellschafter der Abraham Dürninger & Co GmbH.
Als Auswirkungen der Wirtschaftskrise müssen 1930 die Webereien in Weigelsdorf/Schlesien sowie in Herrnhut und Schönbach stillgelegt werden und 1932 das alte Handelshaus an die Stadt Herrnhut verkauft werden. Diese nutzte es bis 1991 als Krankenhaus. 1937 erhält Dürninger auf der Weltausstellung in Paris die Auszeichnung mit dem „Grand Prix“ für modisches Leinen. Zur Zigarrenabteilung gehörten mittlerweile 22 Filialen mit insgesamt 1,6 Mio. Kunden. Am 9. Mai 1945 brannte die „Bleiche“ zu 80 Prozent nieder und auch das Direktionshaus an der Ecke Löbauer Straße/Dürninger Straße mit Archiv und Museum wurde ein Opfer der Flammen. Es erfolgten Zerstörung, Beschlagnahme und Plünderungen der Fabrikanlagen, Läger und Zigarrenfilialen. Nach 10 Jahren wurden 1954 die ersten mechanischen Webstühle in Betrieb genommen, 1962 wurden erstmals Textilien im Siebdruckverfahren bedruckt. 1970 wurden Webautomaten für die notwendige Modernisierung der Weberei angeschafft. 1985 erfolgte die Einrichtung einer geschützten Betriebsabteilung für behinderte Menschen, die hier unter ständiger Betreuung einfache Arbeiten verrichten.
Nach der politischen Wende 1989 wurde der Gewerbebetrieb 1991 in eine Gesellschaft mit beschränkter Haftung (GmbH) umgewandelt. Die Abraham Dürninger Stiftung ist der alleinige Gesellschafter. Das Unternehmen feierte 1997 das 250-jährige Bestehen. Anlässlich dieses Jubiläums statteten der Bundespräsident Roman Herzog und der sächsische Ministerpräsident Kurt Biedenkopf dem Unternehmen einen Besuch ab.
Im Jahr 2000 erfolgte der Kauf der Herrnhuter Holzwerkstätten GmbH, die sich insbesondere auf die Bereiche Türenfertigung und Sakralmöbelbau verlegt hatten. 2005 erfolgte die Investition in eine Digitaldruckmaschine für Textilien, die dritte in Europa installierte Maschine dieser Technik der Firma Kornit. Durch diese neue Drucktechnik wurde es möglich, Bekleidung auch in geringen Stückzahlen, angefangen bei Einzelstücken, individuell kostengünstig zu bedrucken.